# Parlamentswahl in Spanien 1982
- HB: 2
- PCE: 4
- ERC: 1
- EE: 1
- PSOE: 202
- CDS: 2
- EAJ/PNV: 8
- CiU: 12
- UCD: 11
- CP: 107

Die Parlamentswahl in Spanien 1982 fand am 28. Oktober statt, um die beiden Kammern des Parlaments (Cortes Generales) zu erneuern. Gewählt wurden die 350 Abgeordneten des Abgeordnetenhauses (Congreso de los Diputados) und 208 der 254 Mitglieder des Senats (Senado). Der Congreso ist die politisch wesentlich wichtigere der beiden Kammern. Mit den Wahlen begann die 2. Legislaturperiode nach dem Ende der Franco-Diktatur.
Sie brachten die sozialdemokratische PSOE an die Regierung, die daraufhin über vier Legislaturperioden bis 1996 mit Felipe González den Ministerpräsidenten stellte.

## Ausgangslage
Aus den Wahlen 1979 war die Unión de Centro Democrático (UCD) als stärkste Kraft (35 % der Stimmen und 168 von 350 Mandaten im Abgeordnetenhaus) hervorgegangen, sodass sie mit Adolfo Suárez wieder den Ministerpräsident stellen konnte.
Im Zuge der Zweiten Ölkrise geriet Spanien in eine schwierige wirtschaftliche Lage mit hoher Arbeitslosigkeit und Inflation. Auch der Terror der ETA mit jeweils knapp 100 Todesopfern in den Jahren 1979 und 1980 wurde für die junge spanische Demokratie zu einem ernsthaften Problem.
Hinzu kamen seit 1980 Zersetzungserscheinungen in der UCD, die 1977 als ein Zusammenschluss verschiedener Gruppierungen, deren Spektrum von sozialdemokratischen über christdemokratische, liberale und regionalistische bis zu konservativen Kräften reichte, entstanden war.
Dieses politische Klima führte schließlich dazu, dass der in der Bevölkerung und seiner Partei zunehmend unbeliebter gewordene Suárez am 29. Januar 1981 seinen Rücktritt vom Amt des Ministerpräsidenten ankündigte. Zu seinem Nachfolger benannte die UCD Leopoldo Calvo-Sotelo.
Bei dessen Wahl durch das Abgeordnetenhaus kam es zum gescheiterten Putschversuch vom 23. Februar 1981, bei dem Oberstleutnant Antonio Tejero mit Hundertschaften der Guardia Civil das Parlament stürmte und die Abgeordneten als Geiseln nahm.
Calvo-Sotelo wurde schließlich zwei Tage später gewählt, löste aber angesichts der weiteren parteiinternen Probleme der UCD (u. a. hatte Suárez im Juli 1982 die UCD verlassen und mit dem Centro Democrático y Social eine neue Partei gegründet) im August 1982 das Parlament auf, worauf es zu den vorgezogenen Neuwahlen am 28. Oktober 1982 kam.

## Ergebnis
Die Wahl führte zu einem überwältigenden Wahlsieg der PSOE (48 % der Stimmen und 202 der 350 Mandate im Abgeordnetenhaus). Die UCD (nur noch 7 % und 11 Abgeordnete) brach ein und wurde nur noch drittstärkste Kraft. An ihre Stelle trat im bürgerlichen Lager die konservative Alianza Popular (26 % und 107 Abgeordnete) von Manuel Fraga. Die Kommunistische Partei Spaniens verlor gegenüber 1979 sechs Prozentpunkte und stellte nur noch vier Abgeordnete.
Die Wahlbeteiligung lag bei 80 %. Es handelt sich damit um die höchste Wahlbeteiligung nach dem Ende der Franco-Diktatur, die auch danach nie wieder erreicht wurde.
Von vielen Historikern wird die Wahl als Schlusspunkt des Übergangs Spaniens zur Demokratie angesehen, der nach dem Tod Francos 1975 begonnen hatte. Zum einen wegen der hohen Wahlbeteiligung, die als Akzeptanz für die Demokratie gewertet wird, und bei der trotzdem die Verfechter einer Rückkehr zur Diktatur bedeutungslos blieben. Zum anderen weil sich mit der Wahl zeigte, dass das neue politische System mit seiner Verfassung und seinem Wahlrecht geeignet war, den für Demokratien typischen Wechsel an der Regierungsverantwortung zu ermöglichen.
Außerdem bildete sich mit der Wahl 1982 ein Parteiensystem heraus, das in Spanien bis 2015 in seinen Grundzügen stabil blieb: Zwei große nationale Parteien (PSOE auf der Linken, Alianza Popular bzw. die später aus dieser hervorgegangene Partido Popular auf der Rechten), relativ schwache kleinere nationale Parteien (zunächst PCE und CDS, später nur noch IU) und eine Reihe vom auch im gesamtspanischen Parlament vertretenen Regionalparteien (insbesondere CiU, EAJ-PNV und ERC).

### Congreso (Abgeordnetenhaus)
- Wahlberechtigte: 26.846.940
- Wahlbeteiligung: 79,97 % (+11,39 % gegenüber 1979)

| ← spanische Parlamentswahlen, 28. Oktober 1982 →         |            |           |            |       |         |         |
| Partei                                                   | Stimmen    | % Stimmen | Diff.      | Sitze | % Sitze | Diff.   |
| Partido Socialista Obrero Español (PSOE)                 | 10.127.392 | 48,11     | +17,71     | 202   | 57,71   | +81     |
| Alianza Popular-Partido Democráta Popular (AP-PDP) (1)   | 5.548.107  | 26,36     | +20,47 (1) | 107   | 30,57   | +98 (1) |
| Unión de Centro Democrático (UCD)                        | 1.425.093  | 6,77      | -28,07     | 11    | 3,14    | -157    |
| Partido Comunista de España (PCE)                        | 846.515    | 4,02      | -6,75      | 4     | 1,14    | -19     |
| Convergència i Unió (CiU)                                | 772.726    | 3,67      | +0,98      | 12    | 3,43    | +4      |
| Centro Democrático y Social (CDS)                        | 604.309    | 2,87      | neu        | 2     | 0,57    | +2      |
| Partido Nacionalista Vasco (EAJ-PNV)                     | 395.656    | 1,88      | +0,23      | 8     | 2,29    | +1      |
| Herri Batasuna (HB)                                      | 210.601    | 1,00      | +0,04      | 2     | 0,57    | -1      |
| Esquerra Repúblicana de Catalunya (ERC)                  | 138.118    | 0,66      | -0,03      | 1     | 0,29    | =       |
| Euskadiko Ezkerra (EE)                                   | 100.326    | 0,48      | =          | 1     | 0,29    | =       |
| Fuerza Nueva (FN)                                        | 108.746    | 0,52      | -1,59 (2)  | 0     | 0,00    | -1 (2)  |
| Partido Socialista de Andalucía-Partido Andaluz (PSA-PA) | 84.474     | 0,40      | -1,41      | 0     | 0,00    | -5      |
| Unión del Pueblo Canario (UPC)                           | 35.013     | 0,17      | -0,16      | 0     | 0,00    | -1      |
| Partido Aragonés Regionalista (PAR)                      | n/a (3)    | n/a (3)   | n/a (3)    | 0     | 0,00    | -1 (3)  |
| Unión del Pueblo Navarro (UPN)                           | n/a (3)    | n/a (3)   | n/a (3)    | 0     | 0,00    | -1 (3)  |

### Senado (Senat)
Der Senat setzt sich aus 208 direkt vom Volk gewählten Mitgliedern und weiteren Senatoren, die von den Parlamenten der einzelnen Regionen (span.: Comunidades Autónomas) bestimmt werden, zusammen. Die Direktwahl findet gleichzeitig mit den Wahlen der Abgeordneten des Congreso statt. Die Zahl der indirekt gewählten Senatoren richtet sich nach der Bevölkerungszahl der jeweiligen Region (einer plus ein weiterer je 1 Mio. Einwohner).
Zu Beginn der 2. Legislatur hatten sich erst die vier Autonomen Gemeinschaften Andalusien, Katalonien, Galicien und Baskenland konstituiert, sodass zunächst nur diese vier Regionen indirekt gewählte Senatoren (insgesamt 19) entsandten. Die weiteren 27 indirekt gewählten Senatoren der übrigen 13 Autonomen Gemeinschaften kamen erst bis Herbst 1983 hinzu.
Die Direktwahl erfolgt in Wahlkreisen, die mit den Provinzen übereinstimmen (bis auf die Balearen und Kanaren, wo Wahlkreis die einzelnen Inseln sind). In den Provinz-Wahlkreisen werden jeweils – unabhängig von der Bevölkerungszahl – vier Senatoren gewählt, wobei jeder Wähler drei Personenstimmen vergeben und jede Partei drei Kandidaten benennen kann. Der Anhänger einer Partei wird in der Regel seine Stimmen den drei Kandidaten „seiner“ Partei geben. Dies führt normalerweise dazu, dass die drei Kandidaten der stärksten Partei in der Provinz mehr Stimmen erhalten als der bestplatzierte Kandidat der zweitstärksten Partei. In der ganz überwiegenden Zahl der Fälle wird daher die stärkste Partei drei Senatoren und die zweitstärkste Partei einen für die Provinz stellen.
Die Zusammensetzung der von den Regionalparlamenten entsandten Senatoren kann sich während der Legislatur ändern (wenn während der Legislaturperiode neue Regionalparlamente gewählt werden), deshalb wird im Folgenden nur die Zusammensetzung des Senats zu Beginn der Legislatur im November 1982 (nur mit den indirekt gewählten Senatoren von Andalusien, Katalonien, Galicien und Baskenland) wiedergegeben:
| ← Zusammensetzung Senat, November 1982 →                          |                  |                      |                    |
| Partei                                                            | Senatoren gesamt | Senatoren Direktwahl | Senatoren indirekt |
| Partido Socialista Obrero Español (PSOE)                          | 142              | 134                  | 8                  |
| Alianza Popular-Partido Democráta Popular (AP-PDP)                | 56               | 54                   | 2                  |
| Convergència i Unió (CiU)-Esquerra Repúblicana de Catalunya (ERC) | 9                | 7                    | 2                  |
| Partido Nacionalista Vasco (EAJ-PNV)                              | 8                | 7                    | 1                  |
| Unión de Centro Democrático (UCD)                                 | 7                | 4                    | 3                  |
| Asamblea Majorera (AM)                                            | 1                | 1                    |                    |
| Partido Comunista de España (PCE)                                 | 1                |                      | 1                  |
| Parteilos                                                         | 3                | 1                    | 2                  |

## Regierungsbildung
Für die Regierungsbildung ist nach der spanischen Verfassung nur der Congreso relevant: Er wählt den Ministerpräsidenten (Art. 99), nur ihm ist die Regierung verantwortlich (Art. 108).
Felipe González wurde am 1. Dezember 1982 zum Ministerpräsidenten gewählt.
| Kandidat        | Datum                                                   |                    |     |     |    |    | EAJ |   |   |   |   |   | Ergebnis |
| --------------- | ------------------------------------------------------- | ------------------ | --- | --- | -- | -- | --- | - | - | - | - | - | -------- |
| Felipe González | 1. Dezember 1982 notwendig: absolute Mehrheit (176/350) | Ja                 | 201 |     |    |    |     | 3 | 2 |   | 1 |   | 207/350  |
| Felipe González | 1. Dezember 1982 notwendig: absolute Mehrheit (176/350) | Nein               |     | 104 |    | 11 |     |   |   |   |   |   | 115/350  |
| Felipe González | 1. Dezember 1982 notwendig: absolute Mehrheit (176/350) | Enthaltung         |     |     | 12 |    | 8   |   |   |   |   | 1 | 21/350   |
| Felipe González | 1. Dezember 1982 notwendig: absolute Mehrheit (176/350) | nicht teilgenommen | 1   | 3   |    |    |     | 1 |   | 2 |   |   | 7/350    |